# Actinopus scalops
Espèce
Synonymes
- Pachyloscelis scalops Simon, 1889

Actinopus scalops est une espèce d'araignées mygalomorphes de la famille des Actinopodidae.

## Distribution
Cette espèce est endémique du Venezuela.

## Publication originale
- Simon, 1889 :  Arachnides. Voyage de M. E. Simon au Venezuela (décembre 1887-avril 1888). 4e Mémoire. Annales de la Société Entomologique de France, sér. 6, vol. 9, p. 169-220 (texte intégral).